# Dieces

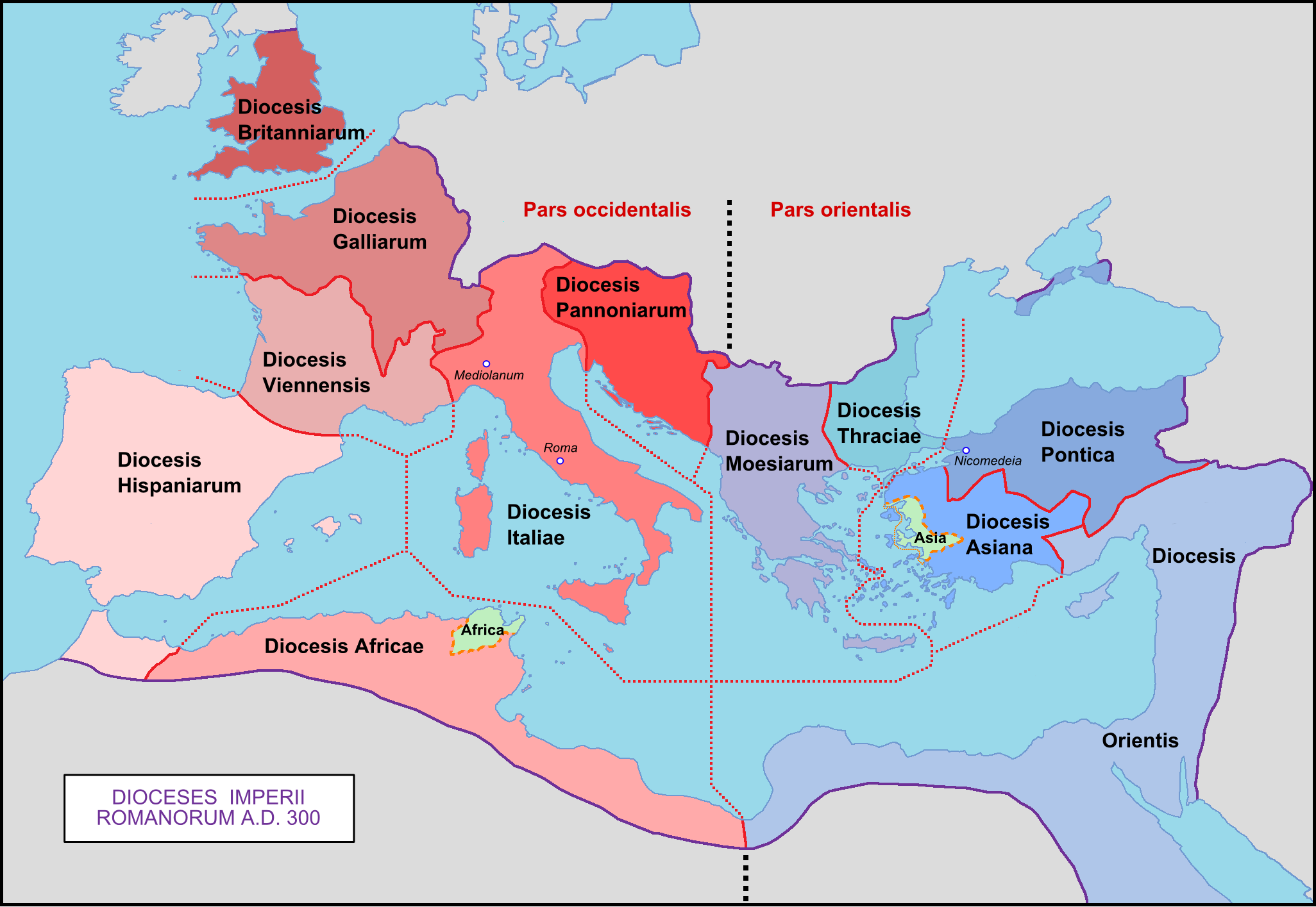
Romarriket indelning i 12 dieceser på 300-talet.

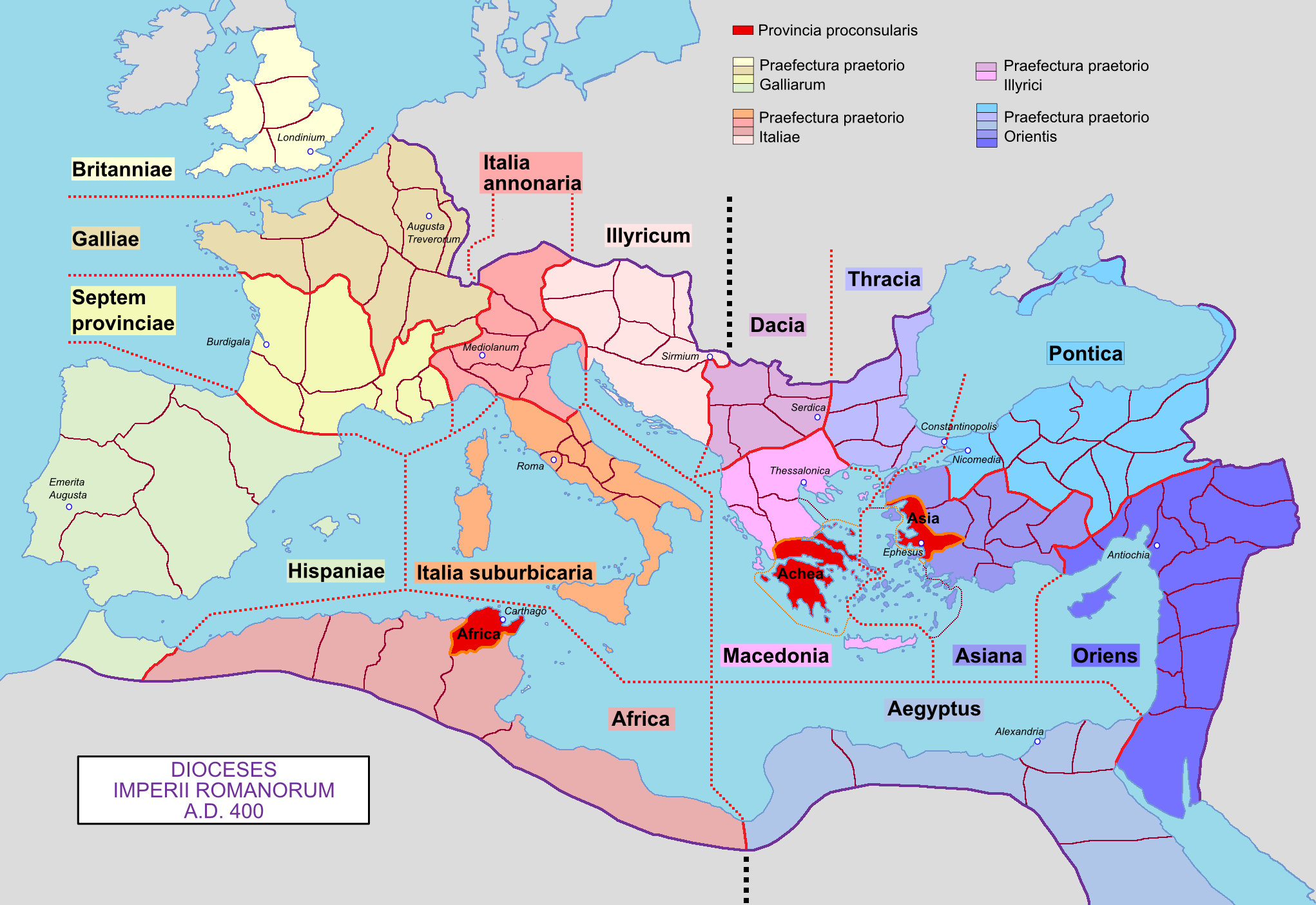
Romarriket indelning i dieceser på 400-talet.

Dieces (Diœces), latin diœcesis (av grekiska dioikesis, egentligen förvaltning), var 324 grupperingar av romerska rikets provinser under praetorianprefekturerna från kejsar Diocletianus till efter Tetrarkins slutliga fall. De flesta var styrda av vicariuser med undantag för bland annat den östliga Dioecesis Orientis, som leddes av en comes. Dieceserna var i sin tur indelade i provinser. Det fanns ursprungligen 12 dieceser och 101 provinser.
- Dioecesis Africae (7)
- Dioecesis Asiana (9)
- Dioecesis Britanniae (4)
- Dioecesis Galliae (8)
- Dioecesis Hispaniae (6)
- Dioecesis Italiae (12)
- Dioecesis Moesiae (11)
- Dioecesis Orientis (17)
- Dioecesis Pannoniae (7)
- Dioecesis Pontica (7)
- Dioecesis Thraciarum (6)
- Dioecesis Viennensis (7)

Efteruppdelning av romarriket år 395 fanns det 15 dieceser och 109 provinser.